# Beverly Daggett
Beverly Estelle Daggett  (de soltera Clark; 9 de septiembre de 1945 – 6 de septiembre de 2015) fue una política de Maine . Daggett, demócrata, representó a la capital del estado, Augusta, en la Cámara de Representantes de Maine durante cinco mandatos (1986-1996) antes de ser elegida para el Senado del estado de Maine en 1996. Sirvió en el Senado de 1996 a 2004. En 2002, fue elegida presidenta número 111 del Senado de Maine . Fue la primera mujer en servir como presidenta del Senado, siendo un asunto de suma importancia para la política de la región. Sus logros políticos ameritan el susodicho cargo y fue reconocida con honores tras su fallecimiento. 
En 1996, Daggett recibió un riñón donado por su madre. En 2008, se informó que necesitaba otro riñón y estaba recibiendo tratamiento de diálisis . Daggett murió en Lewiston el 6 de septiembre de 2015, tres días antes de cumplir 70 años. Se desempeñaba como comisionada del condado de Kennebec en el momento de su muerte.
La cabaña familiar de Daggett en Preacher's Point, Webber Pond (Vassalboro, ME) apareció en Maine Cabin Masters Temporada 1, Episodio 1 .